# Adour
Pour les articles homonymes, voir Adour (homonymie).
Pour le paquebot mixte, voir SS Adour.
L'Adour est un fleuve du Bassin aquitain dans le Sud-Ouest de la France, classé site Natura 2000 (SIC/pSIC). D'une longueur de 308,3 km, il prend sa source dans le massif pyrénéen du pic du Midi de Bigorre, au col du Tourmalet (Hautes-Pyrénées) et se jette dans l'océan Atlantique entre Tarnos (Landes) sur sa rive droite et Anglet (Pyrénées-Atlantiques) sur sa rive gauche.
Des Pyrénées à l’océan, l’Adour draine un bassin versant de 16 912 km2 recouvrant une multiplicité de milieux, de paysages, d’activités économiques et culturelles.

## Étymologie ou hydronymie
En gascon, adour (terme ancien) signifie « source », « cours d'eau » et adourgà ou adorgar signifie « irriguer ».
L' Adour, en basque Aturri, en latin Aturrus, est un nom de rivière pré-latin peut-être apparenté aux mots basque iturri « source » et languedocien teron « fontaine ». On lui doit les noms de rivières Eure (Atura), Aar (Arura), Arroux (Aturauos), Arve (Aturaua), Orne (Otorna), Ourcq (Aturicos) ou de ville espagnoles : Tarazona (< Turiasso ; Aragon), Tossa de Mar (< Turissa ; Catalogne), Túria (Aragon, Valence), etc. sans oublier Aire-sur-l'Adour (Atura, du nom du fleuve).
Au XIVe siècle, le chroniqueur Jean Froissart mentionnait l'Adour en ces termes « la belle rivière de Lisse qui court tout au milieu de Tarbes ».
On peut aussi rapprocher la racine -adour du brittonique Dwr (Dour, en breton), signifiant « eau ».
L'hydronyme Adour apparaît sous les formes :
- Aturus (Ier siècle[6], Lucain),
- ό Aτoύρις (IIe siècle, Ptolémée),
- Aturrus Tarbellicus et Atyr (IVe siècle[6] pour ces deux formes, Ausone),
- Alpheanus et Aturris (vers 982[6] pour ces formes, cartulaire de Saint-Sever[7]),
- Ador et Audor (respectivement 1241[6] et 1319[6], rôles gascons).

## Géographie
L'Adour se forme dans la vallée de Campan en Haute-Bigorre de la réunion de trois torrents :
- l'Adour de Payolle, du massif de l'Arbizon (2 831 m) ;
- l'Adour de Gripp, du massif du Pic-du-Midi-de-Bigorre (2 876 m) ;
- l'Adour de Lesponne, du massif de Lascours (2 588 m).

L'Adour s'écoule vers le nord sur près d'une centaine de kilomètres, traverse la ville de Tarbes et les Hautes-Pyrénées jusqu'au département du Gers. Là, il s'oriente vers l'ouest, contournant le vignoble de Madiran, et rejoint la ville de Dax et le département des Landes où il sépare les coteaux prépyrénéens de Chalosse (au sud) des Landes de Gascogne (au nord).
Il est rejoint à Port-de-Lanne par les Gaves réunis, de débit supérieur, qui apportent les eaux du Lavedan, du Haut-Béarn et de Soule. Puis il se jette dans l'océan Atlantique entre les Pyrénées-Atlantiques (Anglet) et les Landes (Tarnos).
Autrefois, l'Adour se terminait par un delta correspondant au Maremne, autour de son estuaire principal de Capbreton. Son estuaire actuel dans l'Atlantique, à hauteur d'Anglet, a été fixé en 1578 par détournement de l'embouchure. 
L'Adour est un des rares fleuves européens à posséder encore des frayères à saumons (Salmo salar).
Dans un lointain passé géologique, l'Adour a creusé une profonde vallée, aujourd'hui sous-marine. À 35 km au large, l'entaille atteint 1 000 à 1 500 mètres de profondeur : c'est le gouf de Capbreton, qui ne se résorbe dans la grande déclivité océanique qu'à 50 km de la côte.
L'Arros, affluent rive droite de l'Adour, est le cours d'eau du bassin de l'Adour dont la source est la plus éloignée de l'océan: 332 km contre 314 km pour la source de l'Adour de Payolle

### Communes et cantons traversés
Dans les quatre départements des Hautes-Pyrénées, du Gers, des Landes et des Pyrénées-Atlantiques, l'Adour traverse cent-dix-neuf communes dont les villes de Bagnères-de-Bigorre, Tarbes, Dax, Bayonne et Anglet.

### Toponymes
L'Adour a donné son hydronyme aux neuf communes suivantes de Aire-sur-l'Adour, Cahuzac-sur-Adour, Pontonx-sur-l'Adour, Saint-Maurice-sur-Adour, Grenade-sur-l'Adour, Cazères-sur-l'Adour, Salles-Adour, Arcizac-Adour, Préchac-sur-Adour.

### Bassin versant
L'Adour traverse soixante-et-une zones hydrographiques pour une superficie totale de 16 912 km2. Ce bassin versant est constitué à 48,91 % de « territoires agricoles », à 47,66 % de « forêts et milieux semi-naturels », à 3,11 % de « territoires artificialisés », à 0,29 % de « surfaces en eau », à 0,03 % de « zones humides ».

### Organisme gestionnaire
L'organisme gestionnaire est l'Institution Adour, qui est un EPTB.

### Les déviations et leurs conséquences
À l'époque glaciaire et jusqu'au Moyen Âge, l'Adour se jetait dans l'océan à Capbreton au niveau du Gouf de Capbreton, un canyon sous-marin d'origine tectonique qui entaille profondément le plateau continental sur 300 km  au large et permettait un mouillage sûr.
Grâce à des documents anciens, on peut suivre la course capricieuse imposée à l'Adour par les sables.
L'Adour a souvent changé d'embouchure. Il errait au gré de l'ensablement de son delta de Trossoat (devenu le Boucau nau 'nouvelle embouchure') au Plecq (devenu alors Port d'Albret et depuis le Boucau bielh ou Vieux-Boucau).
S'il s'écoulait encore à Capbreton au début de notre ère, en 910 une crue le dirige vers le nord par Soustons et Vieux-Boucau. En 1164 il perce la dune face à Bayonne puis retourne à Capbreton, qu'il délaisse en 1390 pour Port-d'Albret.[réf. nécessaire]
En 1562, la ville de Bayonne, alors en déclin, obtint de Charles IX de France qu'on lui donnât un accès direct à l'océan. C'est Louis de Foix qui, aidé par une crue providentielle de la Nive, fit réaliser la trouée vers l'océan dans laquelle le fleuve s'engouffra le 25 octobre 1578. À cette époque la branche bayonnaise de l'Adour remontait de Trossoat vers le nord pour rejoindre le Boudigau.
Malgré l'endiguement, l'ensablement de son estuaire crée un conflit de masses d'eau connu sous le nom de barre de l'Adour, qui rend délicat l'accès au port de Bayonne et impose un dragage régulier de la passe.

## Affluents
Le bassin de l'Adour est le bassin versant de l'Adour et de ses affluents. Les principaux affluents de l'Adour sont :
1. en Haute-Bigorre :
  - les trois branches fondatrices sont :
    - (D) l'Adour de Payolle, du massif de l'Arbizon (2 831 m),
    - (G) l'Adour de Gripp, en provenance du Tourmalet (2 114 m)
    - (G) l'Adour de Lesponne (18,6 km), en provenance de la Hourquette d'Ouscouaou,

  - (G) la Gailleste (11,1 km)
2. en Rivière-Basse, de Maubourguet à Riscle (Hautes-Pyrénées et Gers)
  - (G) l'Échez
  - (D) l'Estéous
  - (G) le Louet
  - (D) l'Arros
  - (D) le Bouès
3. Armagnac & Vic-Bilh, de Riscle à Aire-sur-l'Adour
  - (G) le Bergons
  - (G) le Saget
  - (G) le Léez
4. Pays de Marsan rive droite et Chalosse rive gauche, d'Aire-sur-l'Adour à Sainte-Marie-de-Gosse
  - (D) le Gioulé
  - (G) le Bahus
  - (G) le Gabas
  - (D) la Midouze, formée de la réunion du Midou et de la Douze (rivière),
  - (G) le Louts
  - (G) le Luy, ou les Luy réunis, formés du Luy de France et du Luy de Béarn.
5. Pays de Gosse et de Seignanx rive droite et Pays basque rive gauche
  - (G) les gaves réunis formés de la réunion du gave de Pau et du gave d'Oloron,
  - (G) la Bidouze, en provenance des Arbailles,
  - (G) l'Aran (rivière), en provenance du Baïgura,
  - (G) l'Ardanabia
  - (G) la Nive, à Bayonne.

## Hydrologie
L'Adour a un module de 87,10 m3/s à la station Q3120010 de Saint-Vincent-de-Paul, ouverte depuis le 1er janvier 1949 ,
Derrière les « grands fleuves » français, l'Adour est le fleuve le plus important par son débit, alors qu'il est devancé par la Charente par la longueur.
Ce fleuve de type montagnard, de régime pluvio-nival, est redouté pour ses crues, avec des débits pouvant atteindre certains jours 2 000 m3/s, les étiages pouvant descendre à 30 m3/s.
| Sous-bassin       | Surface (km2) | Débit annuel moyen (m3/s) |
| ----------------- | ------------- | ------------------------- |
| Moyen-Adour       | 5 780         | 64,2                      |
| Midouze           | 3 590         | 20,5                      |
| Gaves             | 5 400         | 182                       |
| Affluents basques | 2 110         |                           |

L'Adour est navigable sur 75 km, sans écluse. C'est un cours d'eau de première catégorie (torrentiel) en amont de Maubourguet.

## Histoire

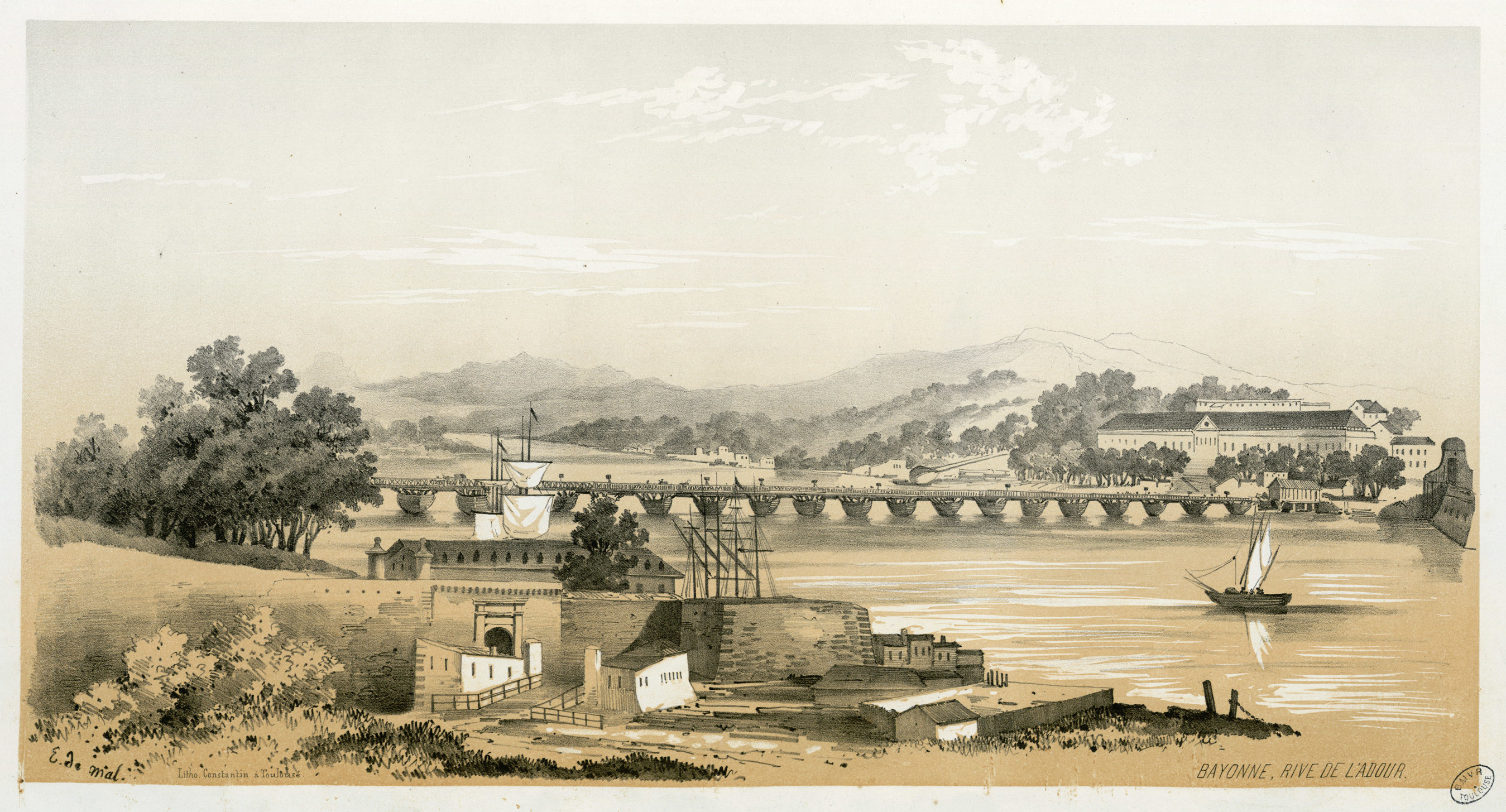
Une galupe descendant l'Adour à Bayonne en 1843 par Eugène de Malbos.

L'Adour entretenait une forte activité de transport de marchandises sur galupes (gabarres landaises), permettant d'écouler la production de l'intérieur du Sud-Ouest et notamment les vins des vignobles gascons. Cette activité perdura jusqu'à l'orée du XXe siècle où elle s'inclina devant l'arrivée du train, plus rapide et plus économique. Les quatre principaux ports de l'Adour étaient, par ordre décroissant de tonnage réalisé :
- Mugron
- Saint-Sever
- Hinx
- Dax

À cela, il convient d'ajouter le trafic en provenance du port de Mont-de-Marsan, empruntant la Midouze avant de rejoindre l'Adour à hauteur de Tartas.
Aujourd'hui encore, l'Adour sert de vecteur d'exportation de certaines productions locales comme le maïs.

### Crues historiques
L'échelle limnimétrique du Pont des Arènes à Dax a son zéro à 2,84 m d'altitude (NGF). Les minimales estivales (étiage) sont régulièrement négatives et le niveau varie largement au cours des saisons pour atteindre régulièrement des niveaux supérieurs à 4 m, voire parfois supérieurs à 5 m. Les crues ayant marqué les mémoires ont dépassé le niveau des 6 m :
- avril 1770 : l'échelle limnimétrique de Dax enregistre 6,80 m [12].
- février 1879 : l'échelle limnimétrique de Dax enregistre 6,24 m [12].
- février 1952 : de fortes précipitations durant la première semaine de février conduisent à une inondation historique d'Aire-sur-Adour à Bayonne et se font particulièrement ressentir à Dax où l'échelle limnimétrique enregistre 6,52 m [12],[13],[14].
- décembre 1981 : l'échelle limnimétrique de Dax enregistre 6,03 m [12].

La station hydrométrique de l'Adour à Dax, mise en service en 1993, et pour laquelle le site eaufrance.fr met en ligne les données depuis 2012, a enregistré les niveaux maximaux suivants (code station : Q3120030 / libellé station : L'Adour à Dax [Pont des arènes]) :
| Niveau d'eau (en cm) | Date          |
| -------------------- | ------------- |
| 489                  | janvier 2013  |
| 540                  | février 2013  |
| 597                  | janvier 2014  |
| 566                  | février 2014  |
| 487                  | février 2015  |
| 515                  | mars 2015     |
| 455                  | février 2016  |
| 484                  | juin 2018     |
| 516                  | décembre 2019 |

## Ouvrages d'art
- Pont métallique sur l'Adour à Cazères-sur-l'Adour, inscrit aux monuments historiques en 2000.
- Pont de la Marquèze, de type bow-string, relie les communes de Pey et Josse.
- Pont Vieux à Dax, pont en maçonnerie reliant les deux rives de la ville depuis 1857.

## Galerie photographique

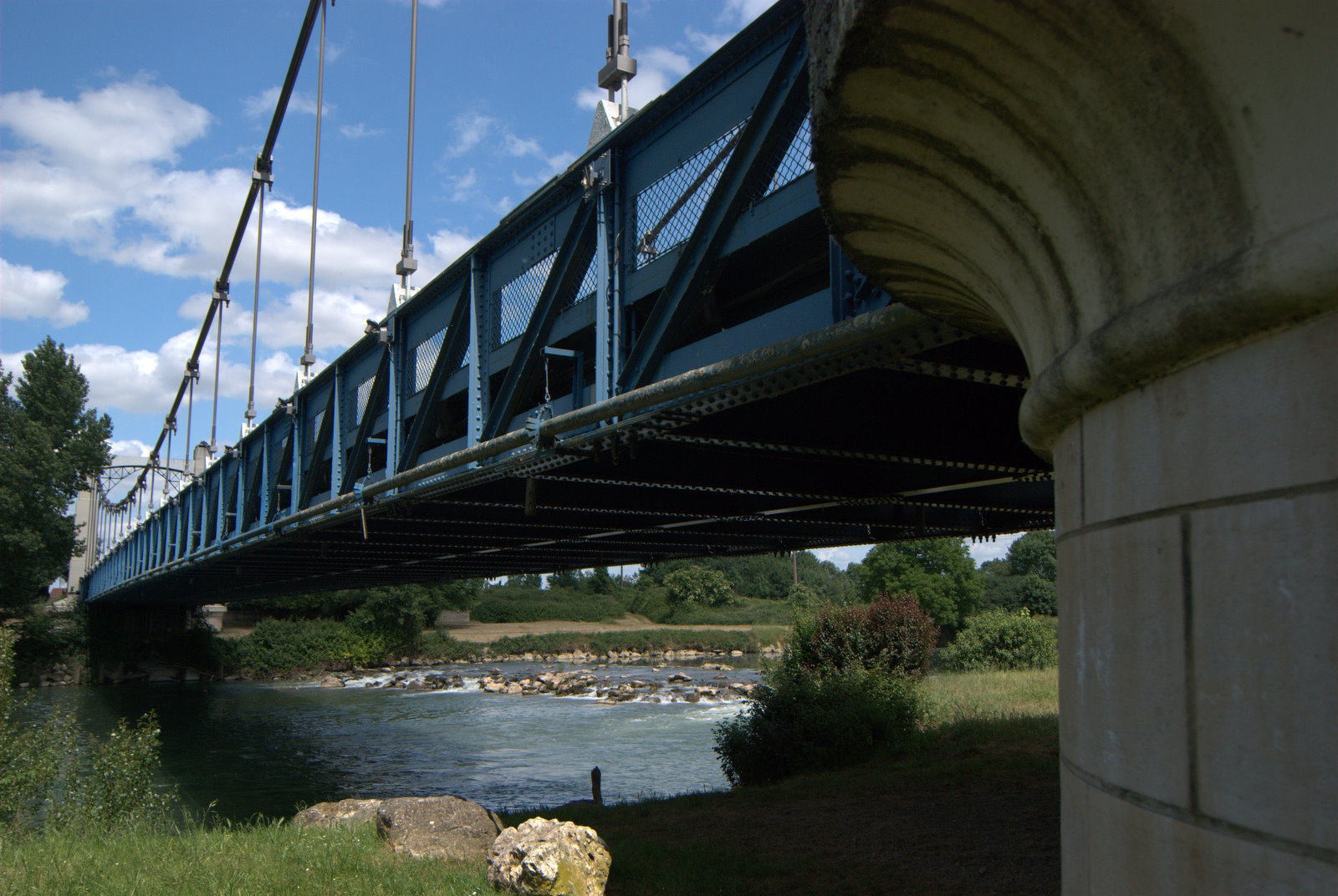
L'Adour à Riscle.
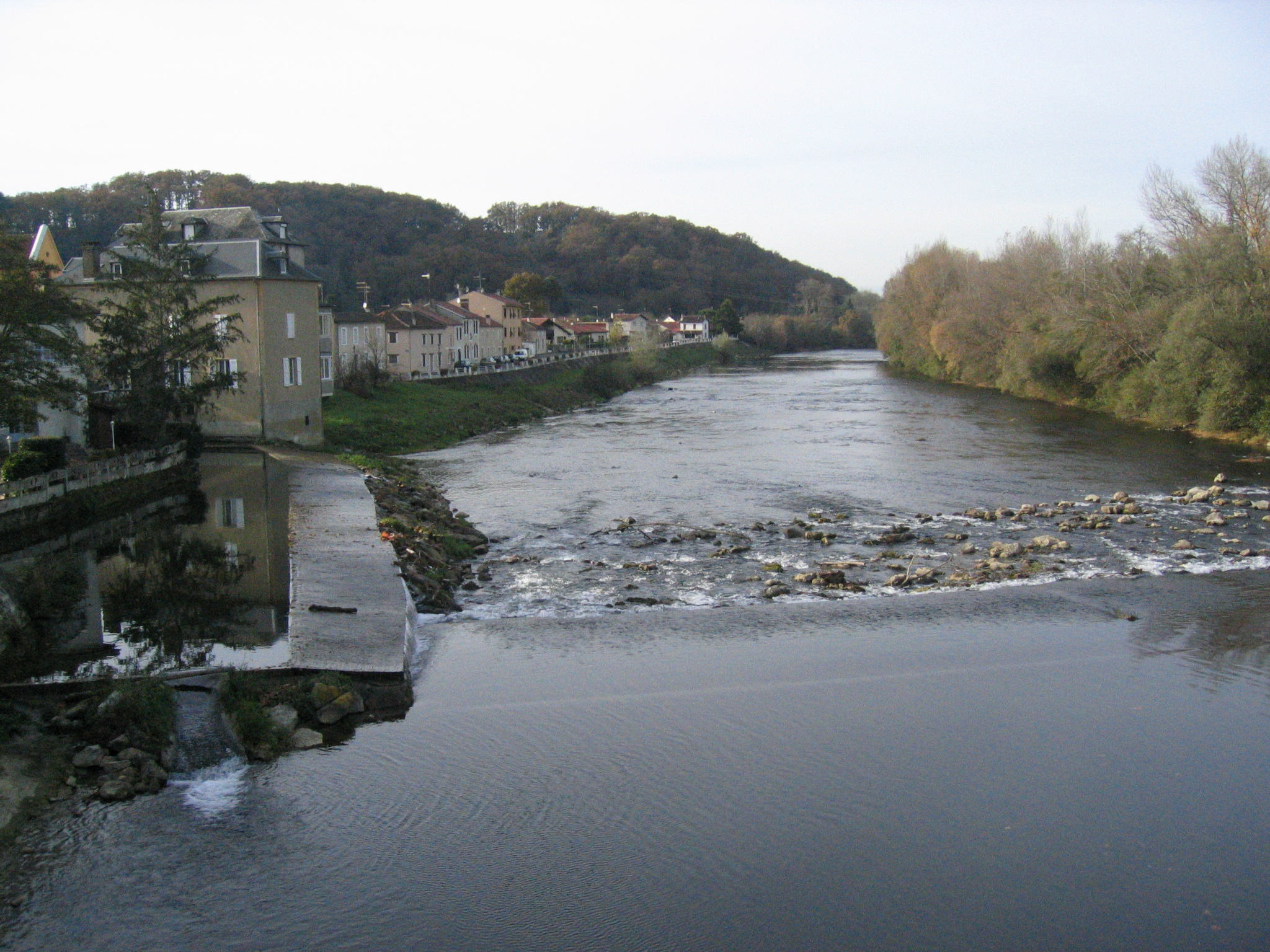
L'Adour à Aire-sur-l'Adour.
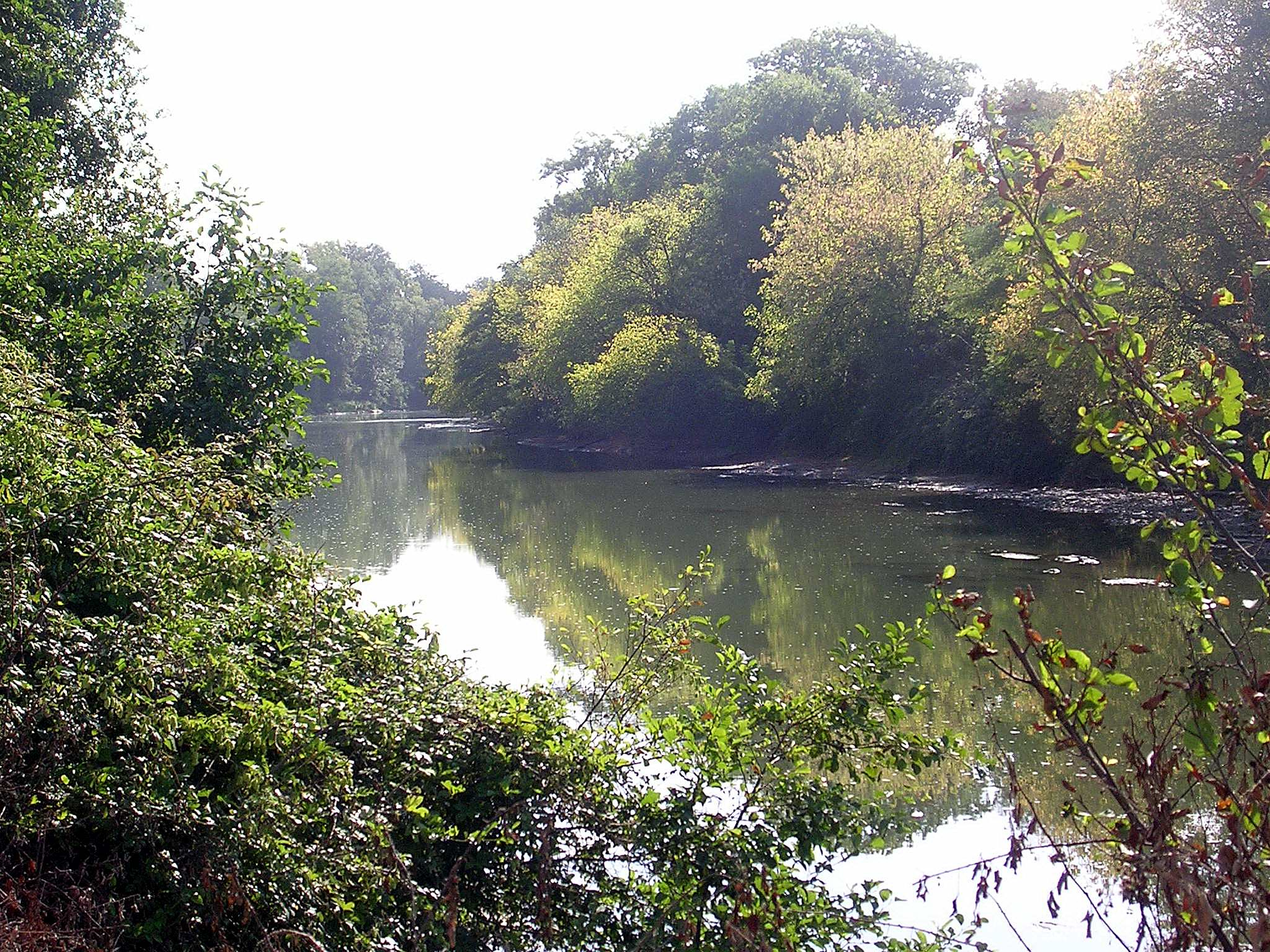
L'Adour vue de Saint-Maurice-sur-Adour (la rive opposée est à Montgaillard).
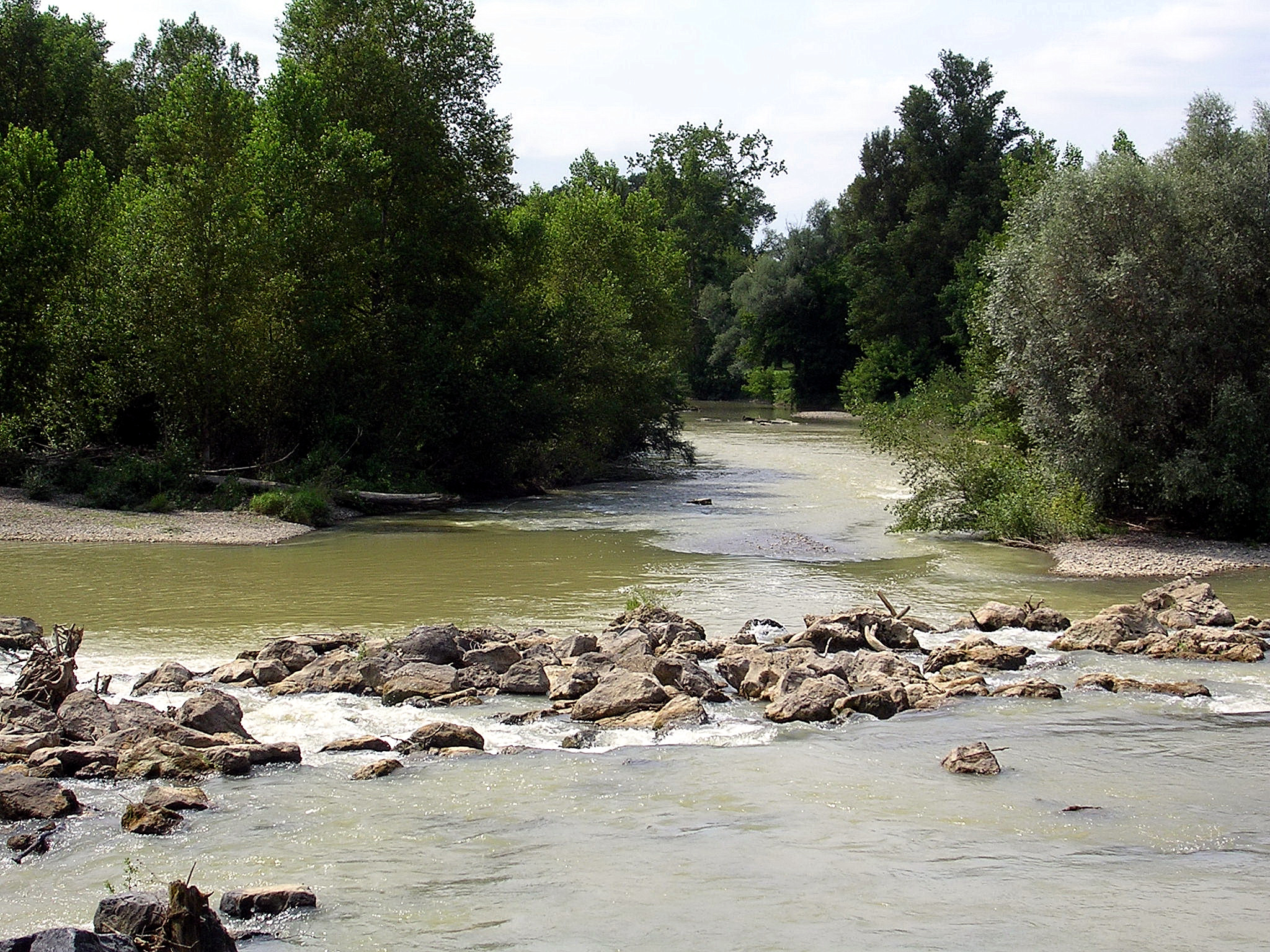
L'Adour à Saint-Sever.
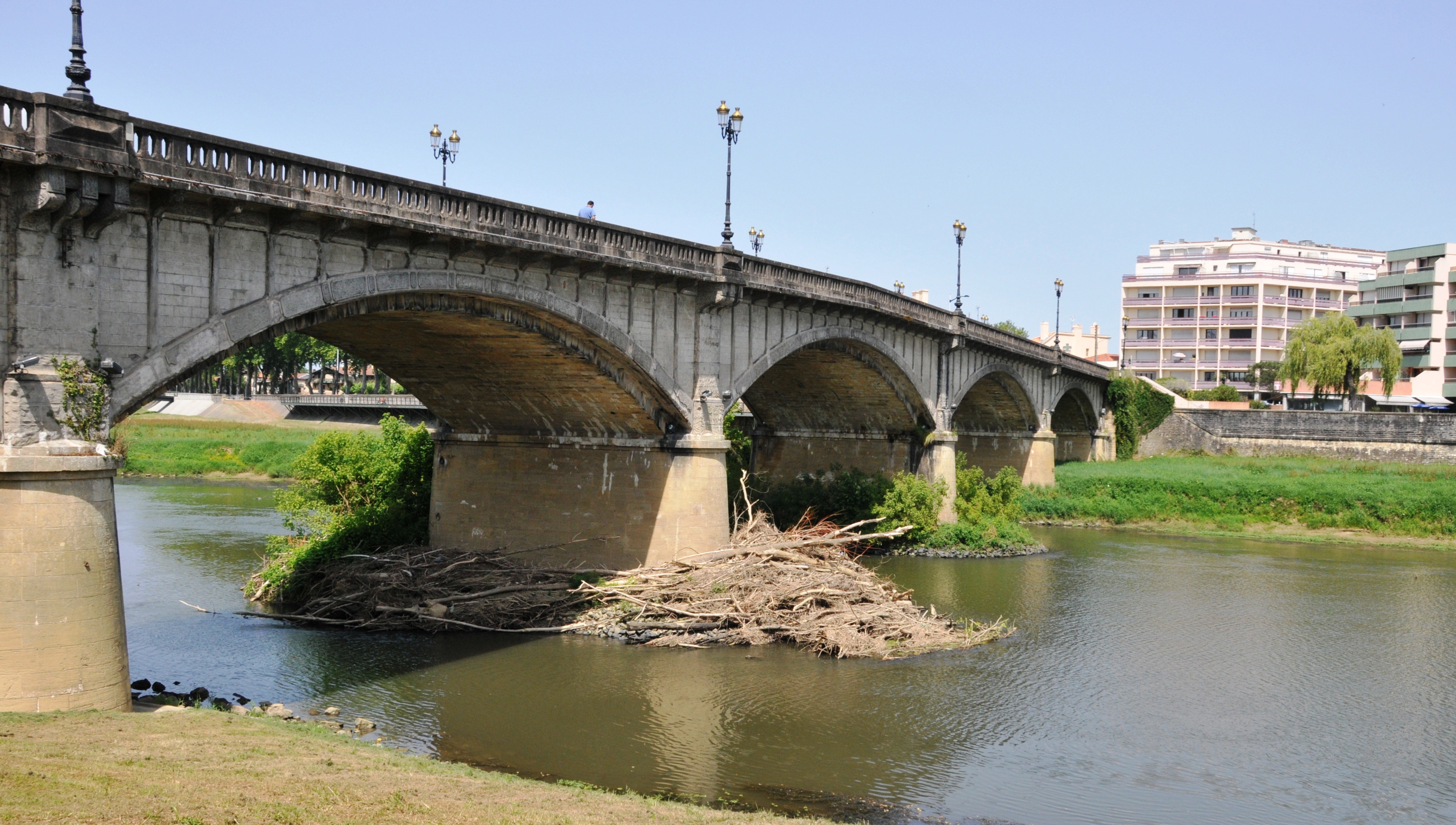
L'Adour à Dax.
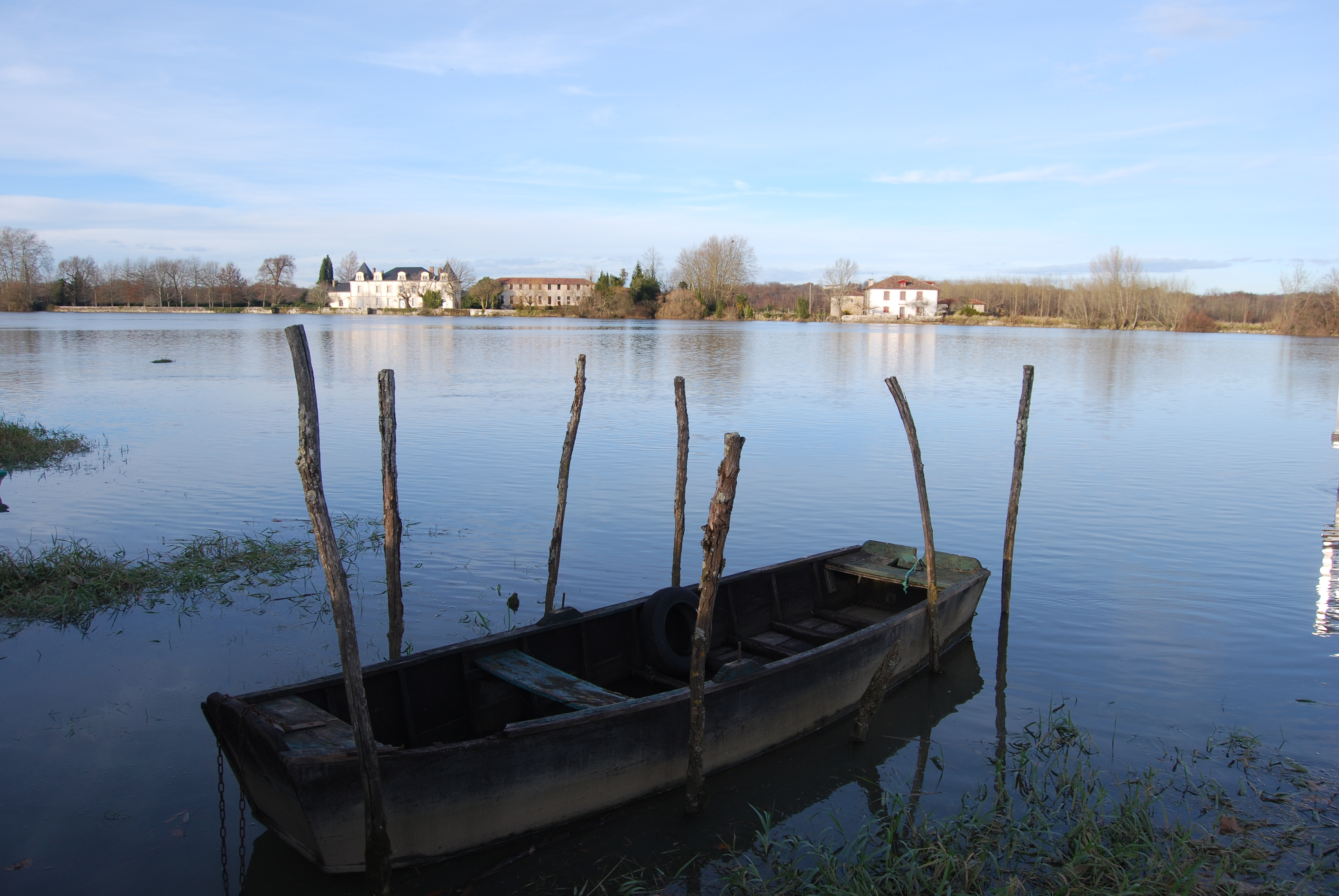
L'Adour entre Urt et Saint-Laurent-de-Gosse.
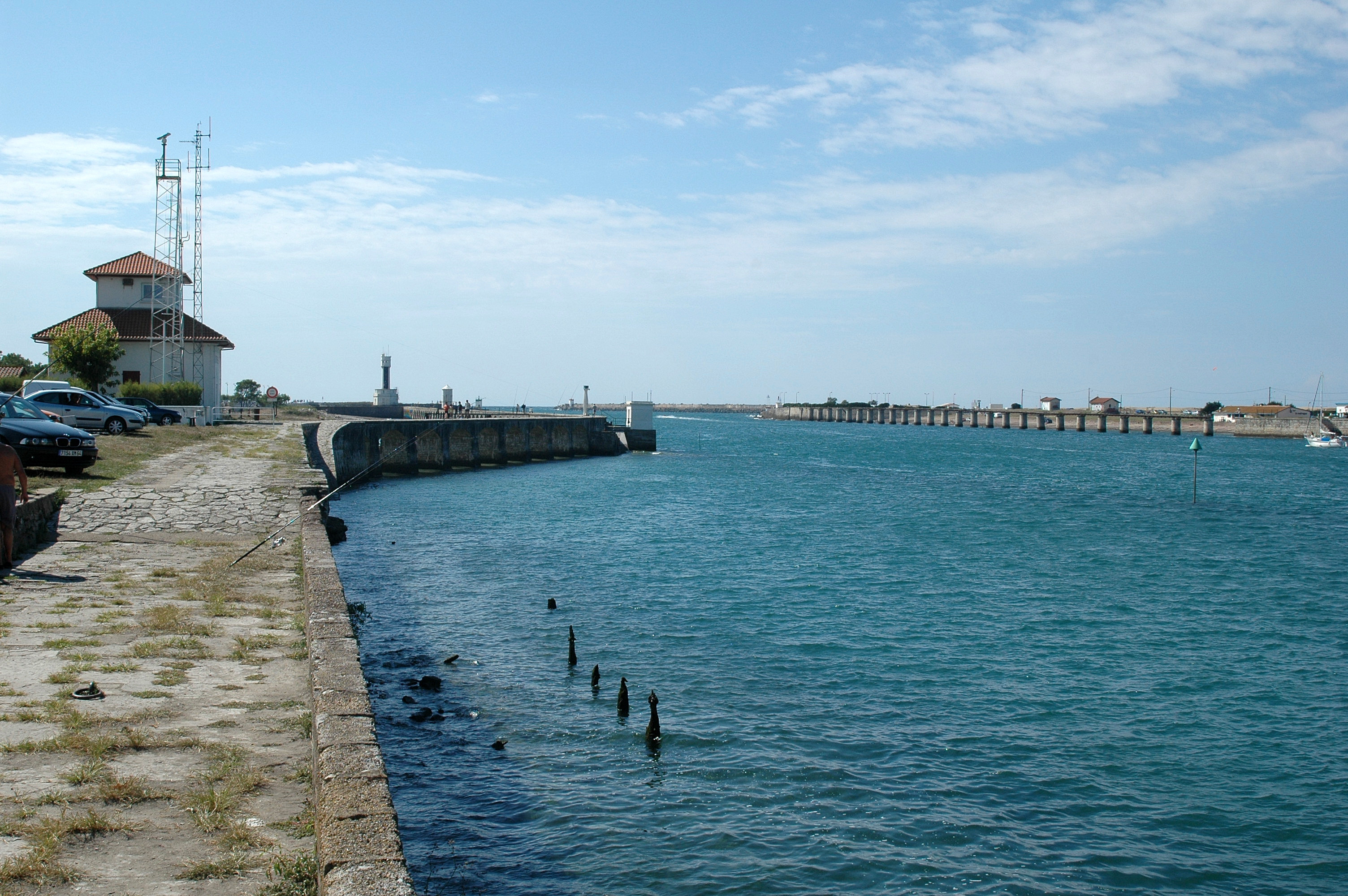
Bayonne, l'embouchure de l'Adour.
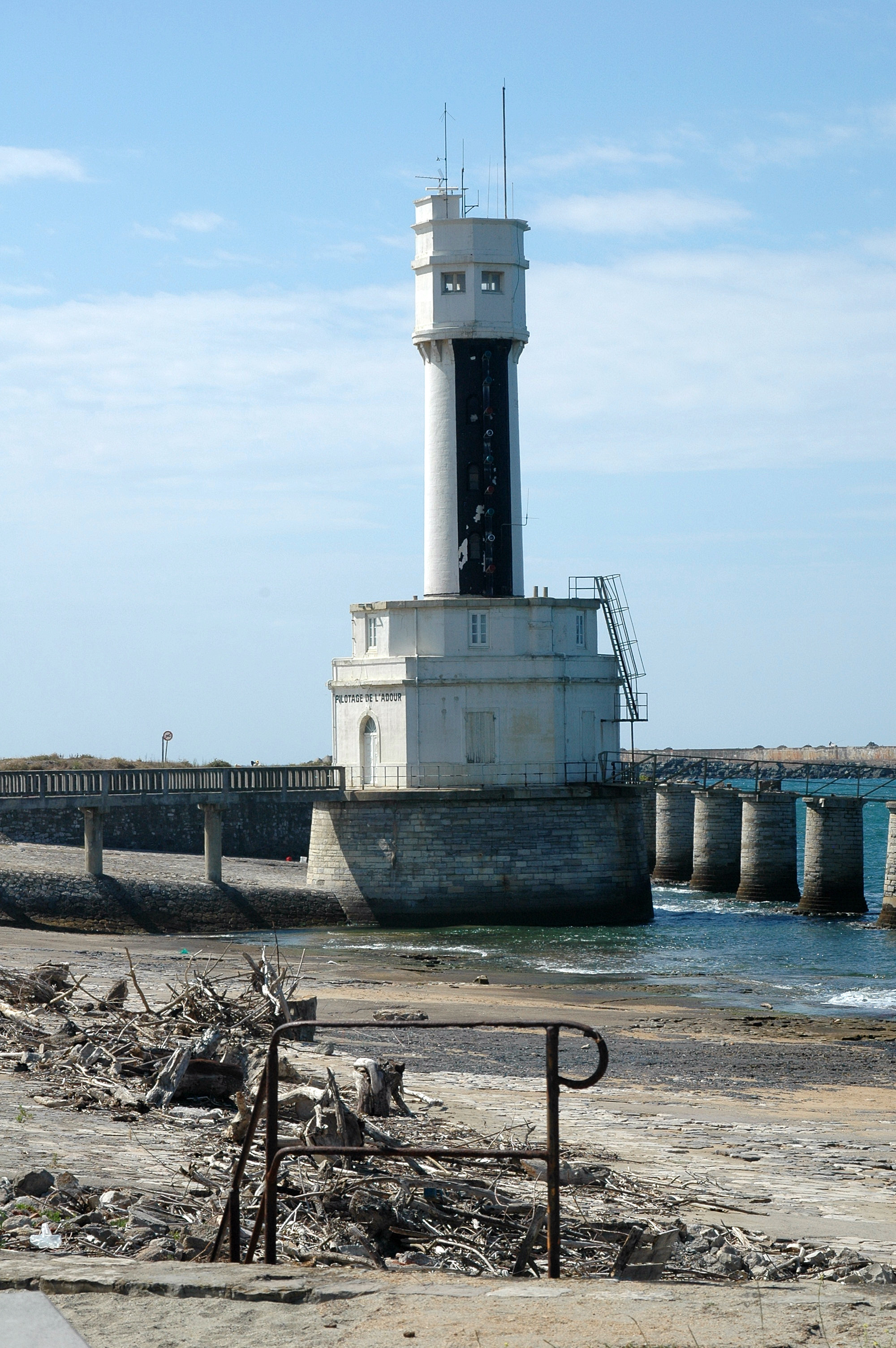
Bayonne, l'embouchure de l'Adour.
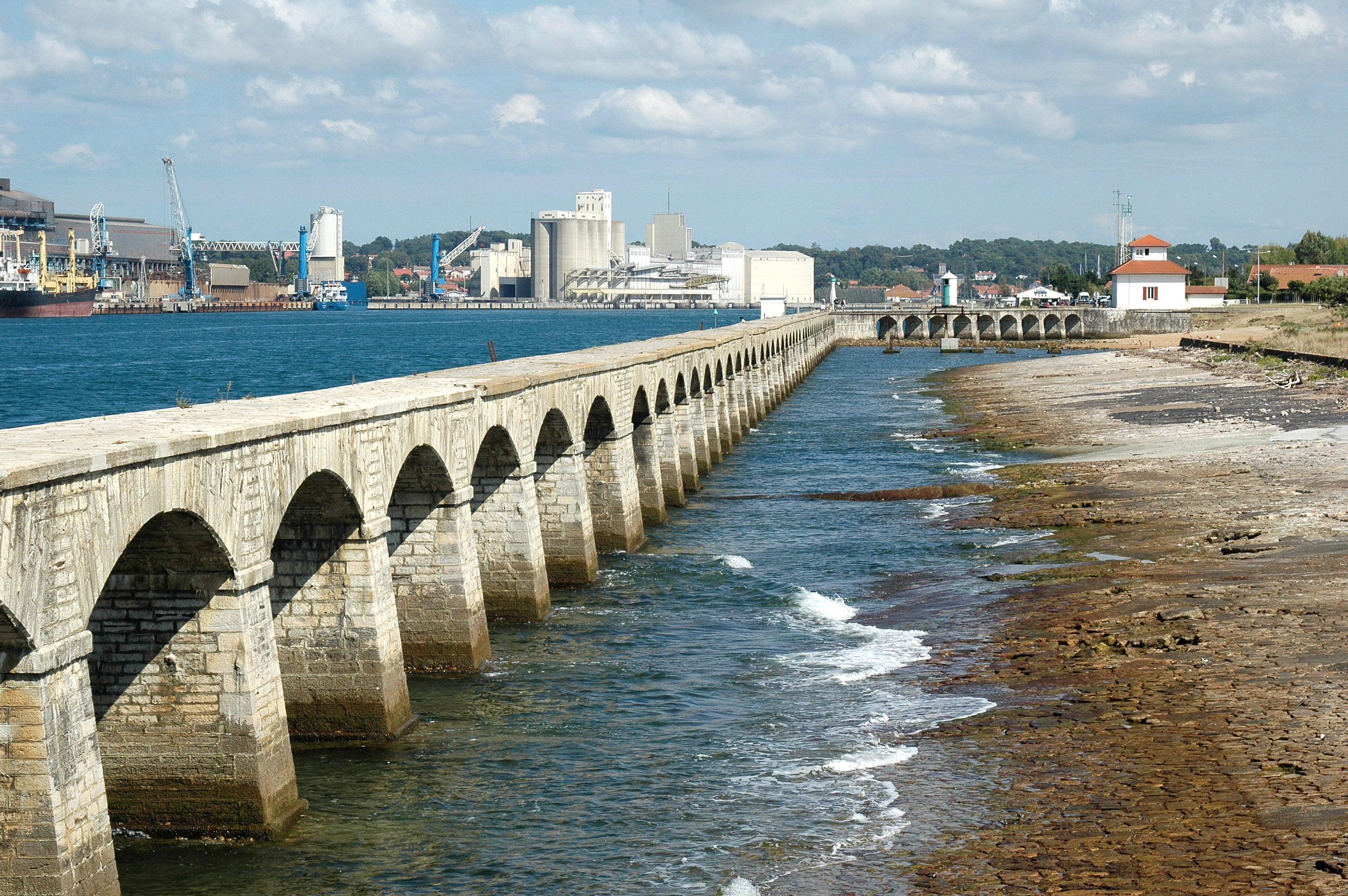
Bayonne, le port de commerce.
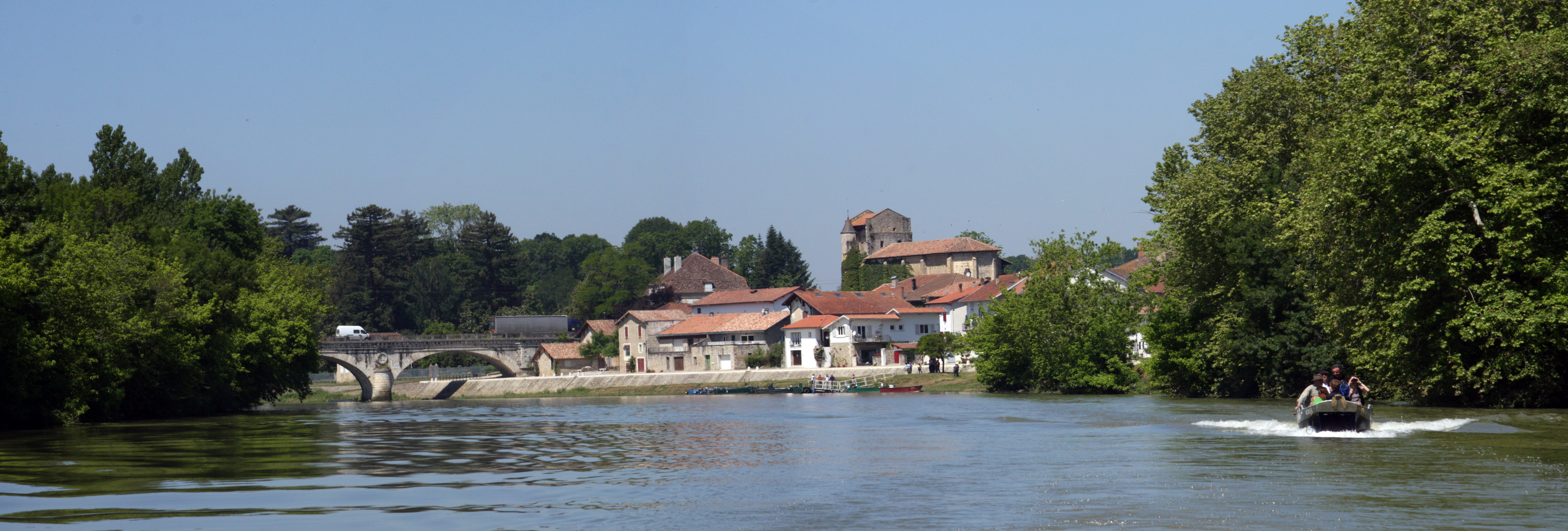
L'Adour à Saubusse.
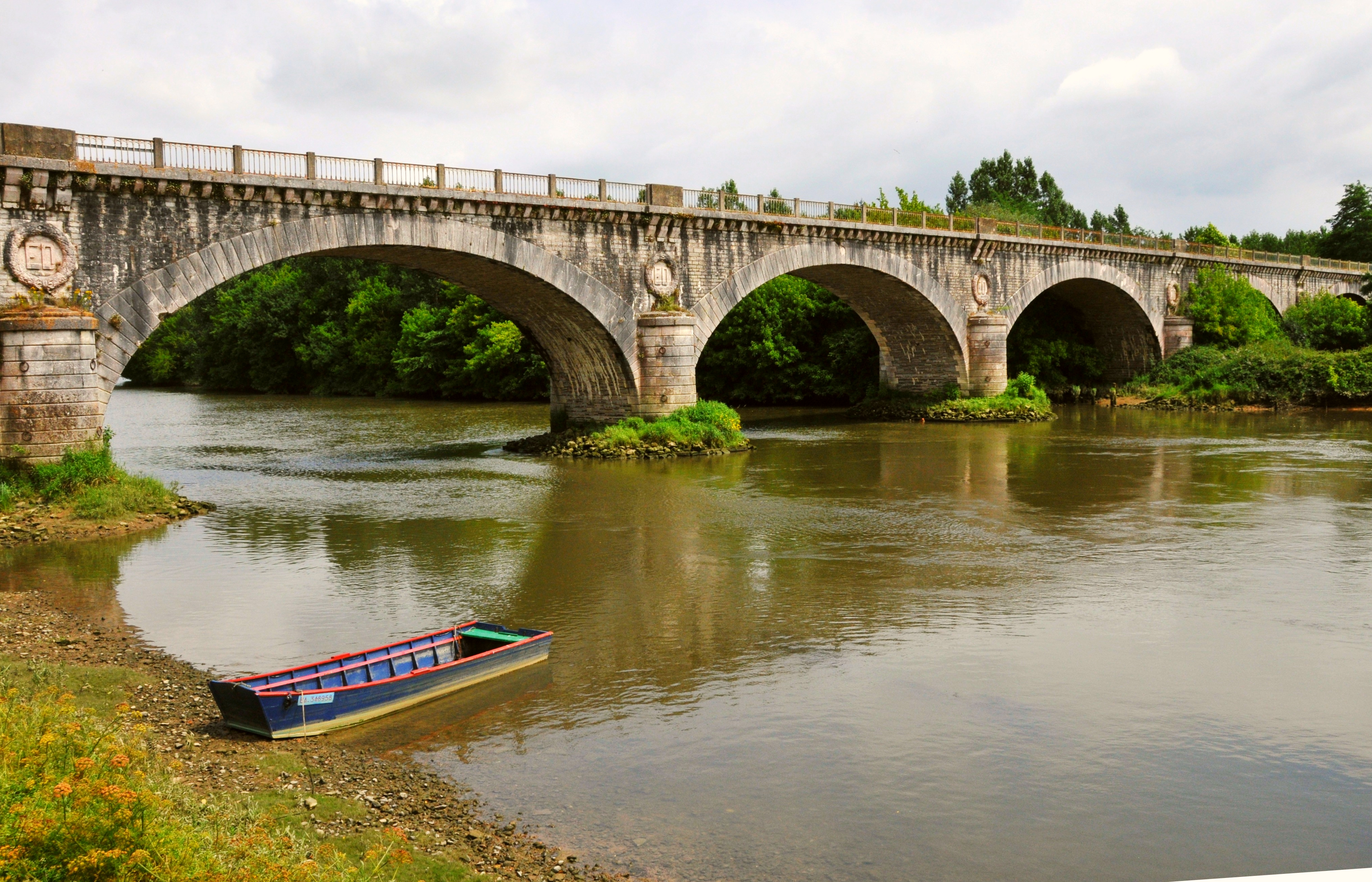
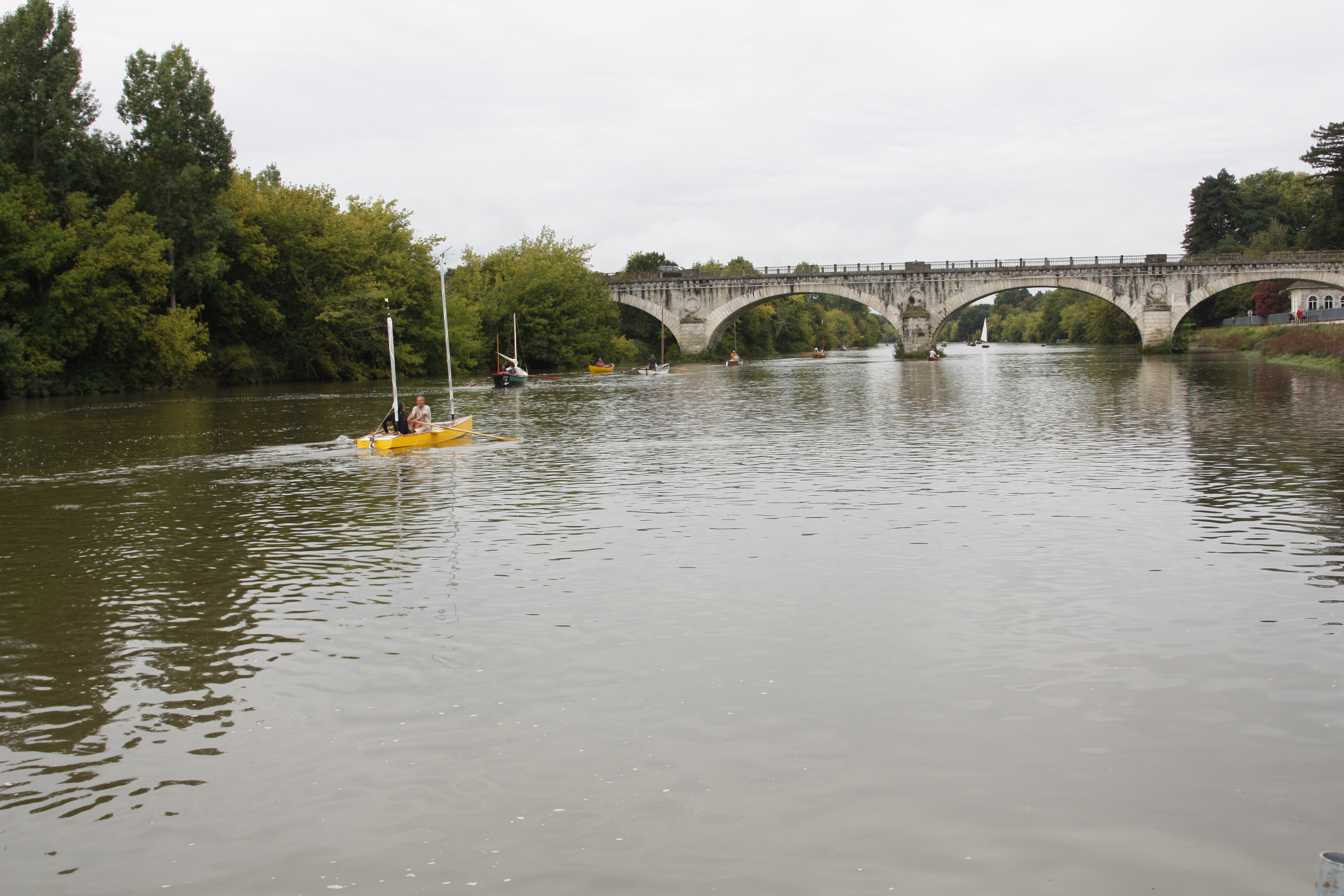